# Dino Corugedo
Dino Santiago Corugedo Orosa (* 31. Oktober 1991 in Havanna) ist ein kubanischer Fußballspieler.

## Karriere
Corugedo spielte sein Seniordebüt in der Saison 2008/2009 in der kubanischen Meisterschaft Campeonato Nacional de Fútbol in der Auswahl-Mannschaft von Havanna. Nach zwei Jahren in der höchsten kubanischen Liga wechselte er im Sommer 2010 in die spanische 4. Liga, die Primera Andaluza zu Castilleja Club De Futbol.
Seit Sommer 2013 spielt der Kubaner gemeinsam mit Landsmann Lázaro Alfonso Prats beim FC Braunschweig. 2014 gelang ihm mit seiner Mannschaft der Aufstieg in die Landesliga Braunschweig, der sechsthöchsten deutschen Spielklasse. Er verließ dann 2015 aber Deutschland wieder um zu Castilleja zurückzukehren. Von dort aus ging es Mitte Juli 2016 zu San Roque Lepe, dort blieb er aber nicht einmal zwei ganze Monate und wechselte zum September hin schließlich weiter zum Coria CF. Dort sollte er noch bis zum Ende der Saison 2017/18 bleiben, seitdem ist er vereinslos.